# Herriko taberna

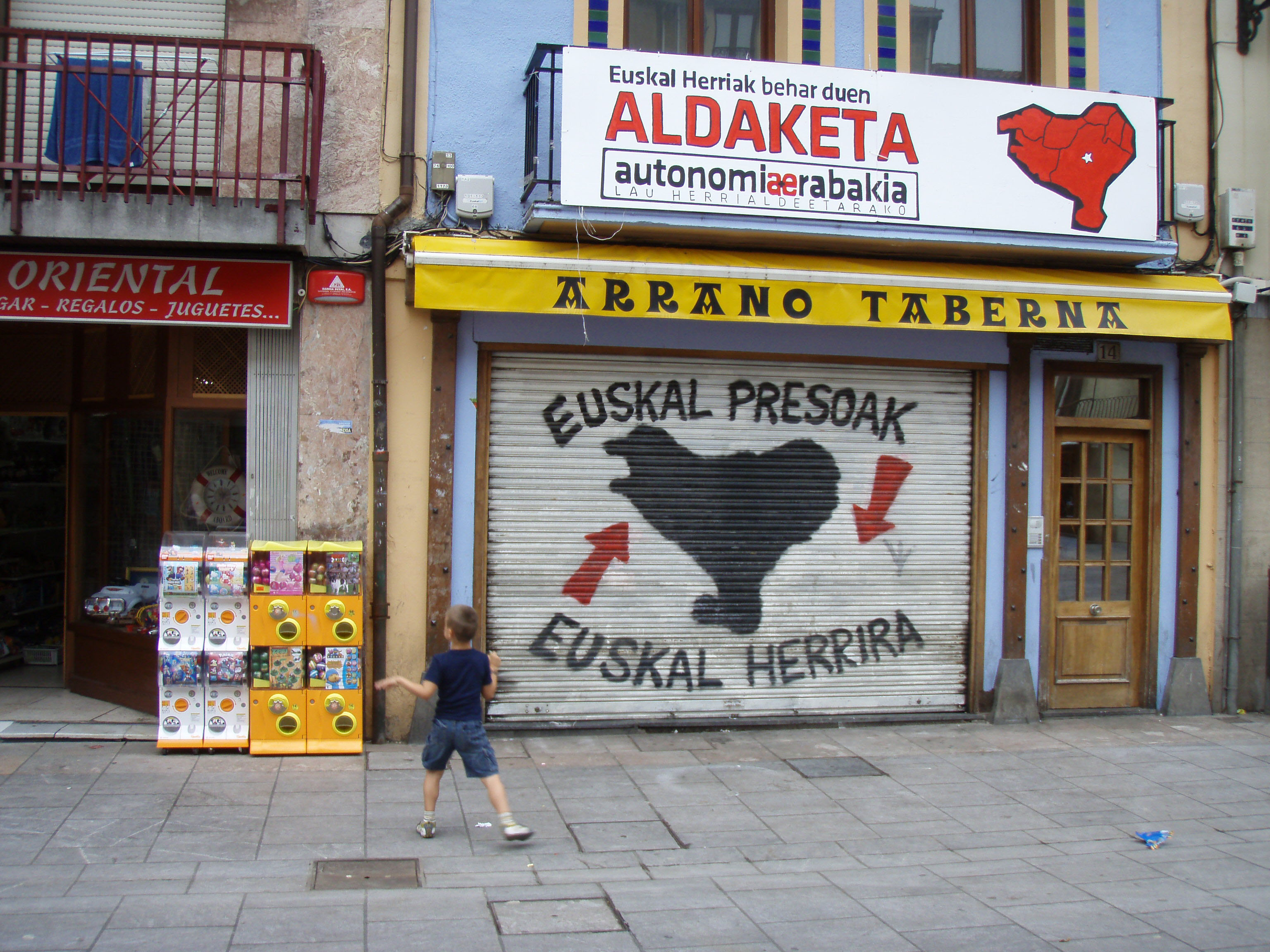
Exterior d'una herriko taberna a Zarautz. La persiana conté un missatge reivindicatiu a favor de l'acostament dels presos bascos a Euskal Herria.

Una herriko taberna (de l'euskera, «taverna del poble») és un bar freqüentat per militants i simpatitzants de l'esquerra abertzale.